# 1509

## Události
- 2. února – bitva u Diu, Francisco de Almeida porazil arabskou flotilu a vydobyl tak pro Portugalsko námořní nadvládu nad Indickým oceánem
- 22. dubna – Jindřich VIII. nastupuje na britský trůn
- 14. května – bitva u Agnadella, Francouzi porazili Benátky
- 11. června – Jindřich VIII. se oženil s Kateřinou Aragonskou
- Afonso de Albuquerque se stává guvernérem Portugalské Indie
- Kastilci dobyli Oran

### Probíhající události
- 1508–1516 – Válka ligy z Cambrai

## Narození
- 6. ledna – Melchor Cano, španělský biskup a teolog († 30. září 1560)
- 23. dubna – Alfons Portugalský, portugalský infant, arcibiskup Lisabonu a kardinál († 21. dubna 1540)
- 10. července – Jan Kalvín, švýcarský teolog, zakladatel kalvinismu († 27. května 1564)
- 25. srpna – Ippolito II. d'Este, italský kardinál a státník († 2. prosince 1572)[1]
- ? – Leone Leoni, italský sochař a zlatník († 22. července 1590)
- ? – Bernardino Telesio, italský filosof († 2. října 1588)
- ? – Nicolò dell’Abbate, italský malíř († 1571)
- ? – Șah Sultan, osmanská princezna a dcera sultána Selima I. († 1572)

## Úmrtí
- 21. ledna – Adam Kraft, německý pozdně gotický sochař (* 1455)
- 21. dubna – Jindřich VII. Tudor, král anglický (* 28. ledna 1457)
- 29. června – Markéta Beaufortová, anglická šlechtična a hraběnka z Beaufortu (* 31. května 1441/43)
- ? – Annabella Skotská, skotská princezna a dcera krále Jakuba I. (* cca 1436)
- ? – João da Nova, španělský mořeplavec (* 1460)
- ? – Císařovna Wu (Čcheng-chua), manželka císaře říše Ming Čcheng-chuy (* 1449)
- ? – Dmitrij Ivanovič vnuk, velkokníže moskevský (* 1483)

## Hlavy států
- České království – Vladislav Jagellonský
- Svatá říše římská – Maxmilián I.
- Papež – Julius II.
- Anglické království – Jindřich VII. Tudor – Jindřich VIII. Tudor
- Francouzské království – Ludvík XII.
- Polské království – Zikmund I. Starý
- Uherské království – Vladislav Jagellonský
- Perská říše – Ismail I.
- Rakouské arcivévodství – Maxmilián I. Habsburský
- Braniborské markrabství – Jachym I. Nestor
- Meklenbursko-Zvěřínské vévodství – Jindřich V.
- Bretaňské vévodství – Anna Bretaňská
- Navarrské království – Kateřina Navarrská